# Gesellschaftshaus zu Mittellöwen

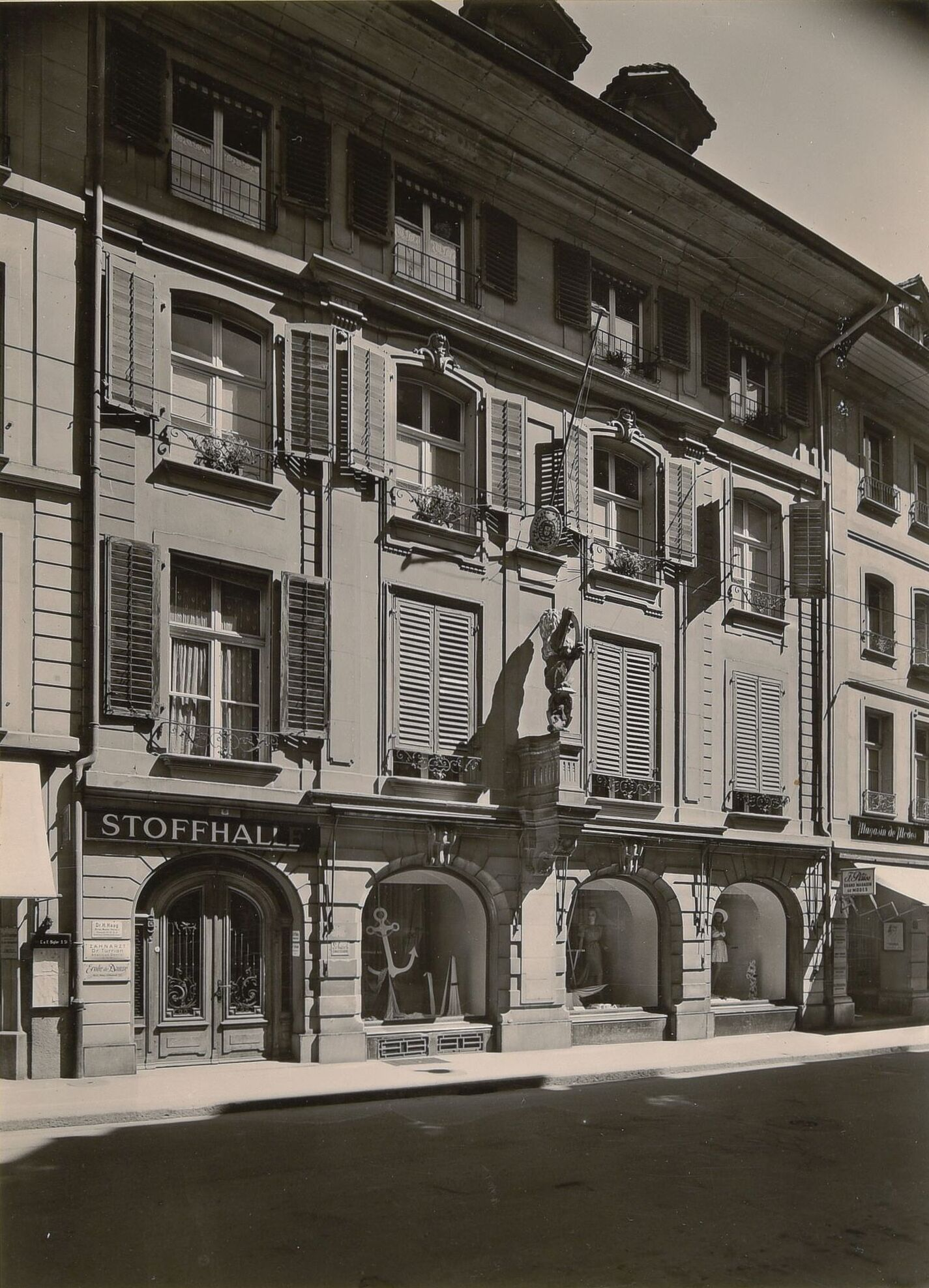
Haus zu Mittellöwen an der Amthausgasse 6 in Bern, ursprünglicher Fassadenaufbau von Niklaus Sprüngli (1946)

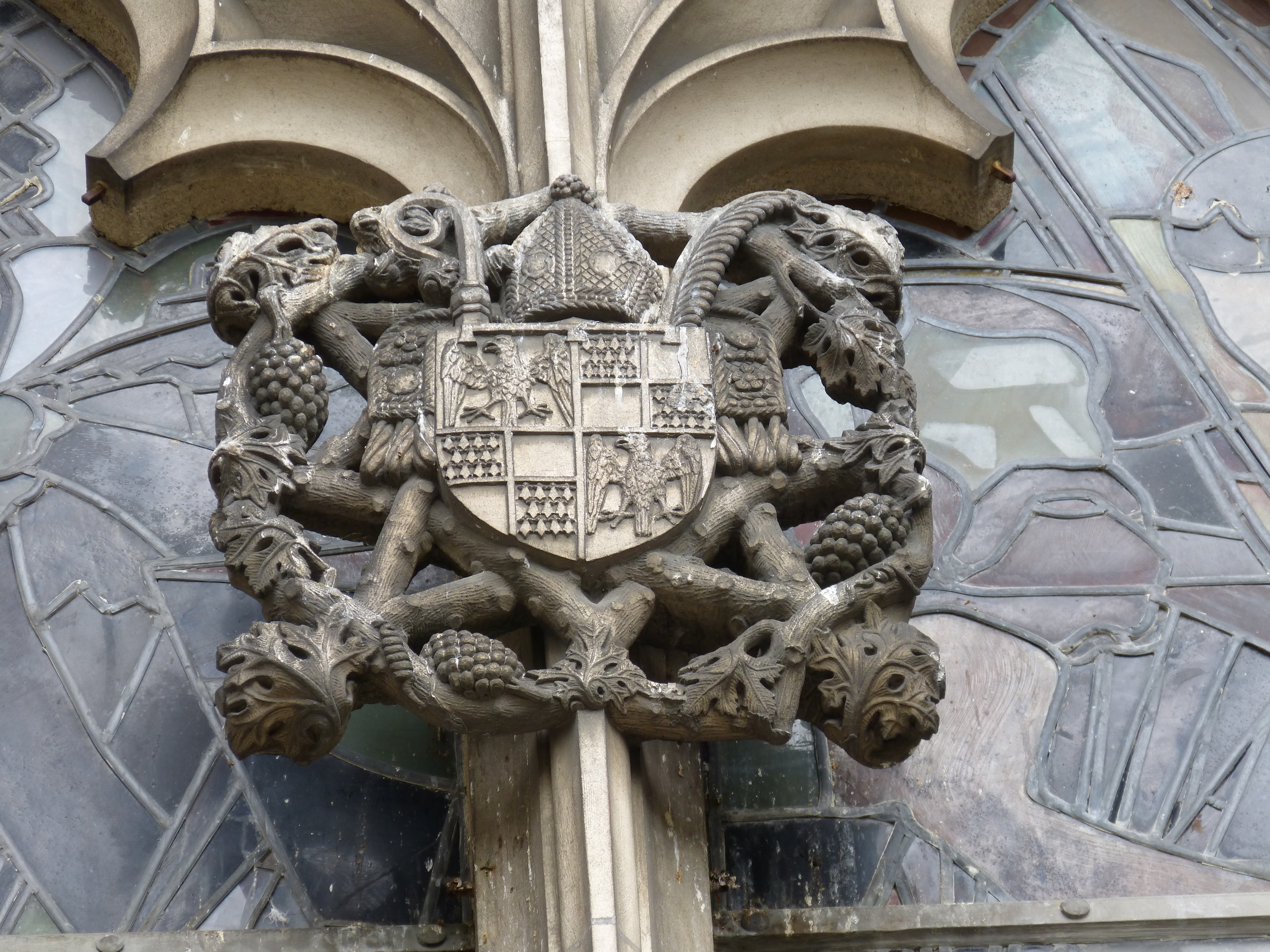
Wappen Sébastien de Montfalcon, Bischof von Lausanne am Montfalcon-Portal der Kathedrale Lausanne

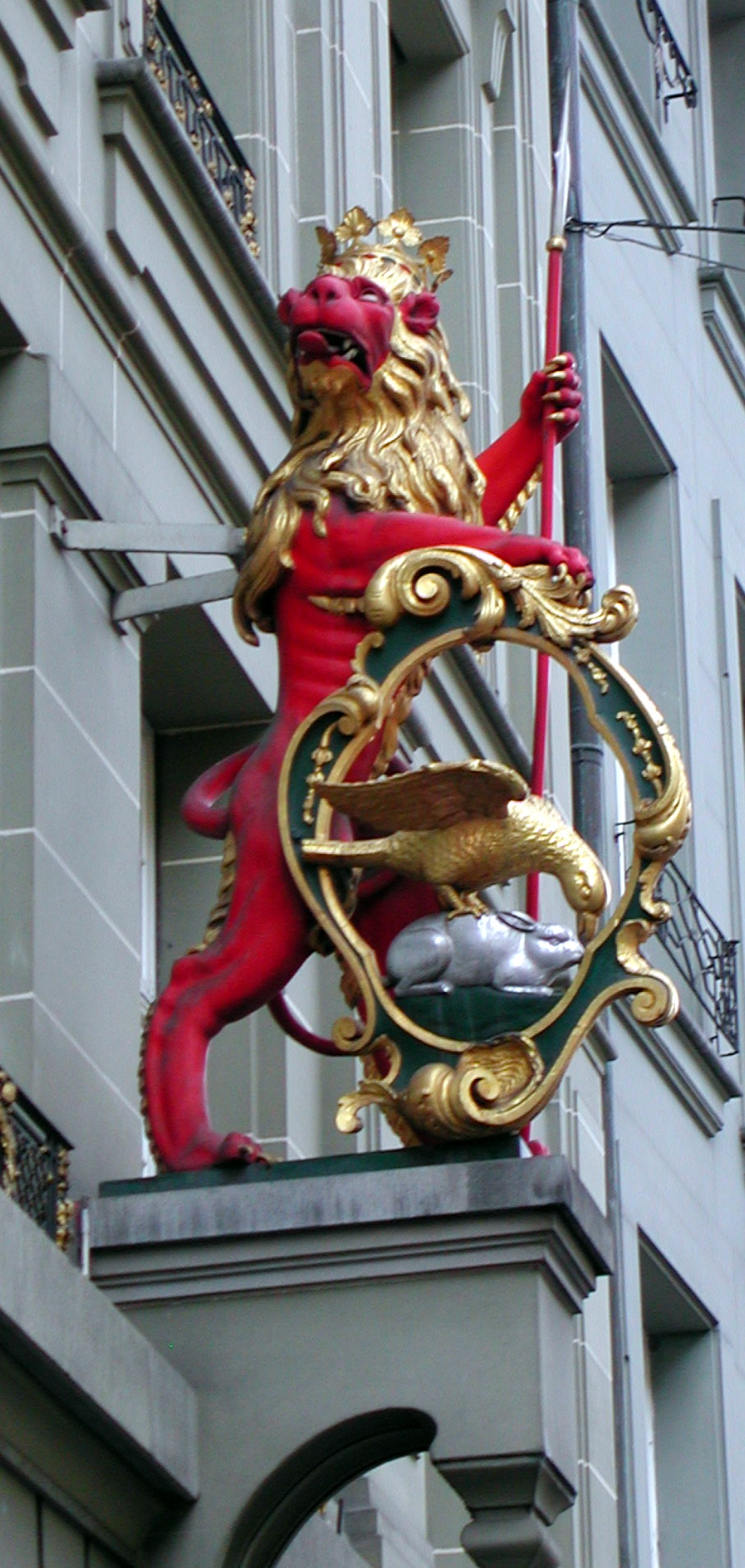
Hauszeichen von Johann Friedrich Funk an der Marktgasse 11 (1732)

Das Gesellschaftshaus zu Mittellöwen ist das Zunfthaus der Gesellschaft zu Mittellöwen, an der Amthausgasse 6, bzw. Marktgasse 11 in Bern.

## Geschichte
Das heutige Haus zu Mittellöwen erscheint mit 1389 erfolgten Einträgen im Udelbuch erstmals in den Quellen. Als Mitbesitzer sind Peter Wiber und Heinrich Wanbescher namentlich bekannt. Das Haus ging dann in den Besitz der Familie von Roll, später der Familie von Villarzel über. Im Jahr 1465 war das Haus im Besitz von Guillaume de Varax, Bischof von Lausanne, der es als bischöfliches Sässhaus und für Gäste benutzte. 1491 wurde Aymon de Montfalcon Bischof von Lausanne. Von seinem Wappenschild dürfte sich der später belegte Hausname Zum Falken herleiten. Dessen Neffe und Nachfolger Sébastien de Montfalcon verkaufte den Falken 1529 an die Familie Reyff aus Fribourg. Nächster Besitzer war der Venner Hans Rudolf von Graffenried. Nach mehreren Besitzerwechseln kaufte die Stadt Bern die Liegenschaft und verpachtete sie mehrere Jahre. Die Stadt verkaufte den Gasthof 1546 an den vermögenden Ulrich Koch. 1556 wird der Gasthof in den Quellen erstmals Zum Goldenen Falken genannt. Möglicherweise liess die Familie Koch das Haus in der zweiten Hälfte des 16. Jahrhunderts neu errichten. Weitere Besitzer waren Hans Grütter und ab 1640 Abraham Dick. Durch Erbschaft ging das Haus an die Familie Wild, die den Falken 1712 an den Goldschmied Emanuel Küpfer veräusserte. Dessen Schwiegersohn Pierre Isaac Bouquet aus Rolle kaufte den Gasthof 1719 und verkaufte diesen 1722 um 32'000 Pfund an die Gesellschaft zu Mittellöwen. Von nun an diente das Haus als Gasthof und gleichzeitig als Zunfthaus.
Werkmeister Baumgartner wurde in den Jahren 1732 bis 1737 für Umbauarbeiten bezahlt. Aus dem Jahr 1732 hat sich das durch Johann Friedrich Funk geschaffene Hauszeichen an der Marktgasse 11 erhalten. Im Jahr 1765/66 erhielt das Haus an der Amthausgasse die heute noch teilweise erhaltene Fassade, welche aufgrund entsprechender Zahlungen in der Seckelmeisterrechnung an den Architekten Niklaus Sprüngli ihm zugeschrieben wird. 1777 logierte Kaiser Joseph II. im Goldenen Falken.
1904 wurde das Haus abgerissen, nur die spätbarocke Fassade an der Amthausgasse wurde belassen. 1905/06 wurde das Haus durch Paul Lindt und Max Hofmann als Zunft- und Geschäftshaus neu errichtet. Weitere Umbauten erfolgten 1935 durch Rudolf von Sinner, 1954 bis 1956 durch die Architekten von Sinner und Henry Daxelhofer. Der Umbau 1962 hatte den Abbruch der Sprüngli-Fassade im Erdgeschoss zur Folge, indem die Wandgestaltung durch vier schmucklose Sandsteinpfeiler ersetzt wurde und so eine Laube entstand. 1964 konnte die Gesellschaft das angrenzende Haus Amthausgasse 4 im Baurecht erwerben. Mit dem 1992 erfolgten Umbau erhielt der Gesellschaftssaal im ersten Obergeschoss mit einem Durchbruch zur Amthausgasse 4 eine Saalerweiterung, eine grössere Küche und weitere Räumlichkeiten. Im Sommer 2020 wurde der Gesellschaftsaal restauriert und das 1992 entstandene Sitzungszimmer der Waisenkommission aufgefrischt.